# Instituto Nacional de Patrimonio Cultural
El Instituto Nacional de Patrimonio Cultural (INPC) es una entidad del sector público de la República del Ecuador para la preservación, conservación, apropiación y uso adecuado del patrimonio cultural material e inmaterial. Es encargado de investigar y ejercer el control técnico de acuerdo a la política pública emitida por el Ministerio de Cultura y Patrimonio de Ecuador. Se consolidará como un centro de investigación especializado, con una alta capacidad científica técnica, que permita el estudio, análisis y aplicación de teorías, metodologías y técnicas para: catalogar, documentar, proteger y potenciar los bienes patrimoniales, con la finalidad de difundir y lograr la concienciación de los diversos actores involucrados, sobre la importancia y preservación del patrimonio cultural para beneficio de las presentes y futuras generaciones.

## Direcciones regionales
El Instituto Nacional de Patrimonio Cultural (INPC), creado en 1978, cuenta con una oficina matriz y cinco direcciones regionales,  ejecuta un trabajo desconcentrado en todo el territorio nacional, para cumplir con su misión de investigación y control técnico del patrimonio cultural.
- Matriz zonal 1 y 2 con sede en Quito cubre las provincias de Carchi, Imbabura, Esmeraldas, Pichincha, Sucumbíos y Napo.
- Dirección zonal 3 con sede en Riobamba cubre las provincias de Pastaza, Cotopaxi,Tungurahua y Chimborazo.
- Dirección zonal 4 con sede en Portoviejo cubre las provincias de Manabí, Santo Domingo de los Tsáchilas y Galápagos.
- Dirección zonal 5 Con sede en Guayaquil, cubre las provincias de Guayas, Los Ríos, Península de Santa Elena y Bolívar.
- Dirección zonal 6 Con sede en Cuenca, cubre las provincias de Azuay, Cañar y Morona Santiago.
- Dirección zonal 7 Con sede en Loja, cubre las provincias de Loja, El Oro y Zamora Chinchipe.